# Крейвен-Мисливець
«Крейвен-Мисливець» (англ. Kraven the Hunter) — десята серія мультсеріалу «Людина-павук» 1994 року.

## Сюжет
Пітер збирається провести інтерв'ю з вченою Марією Кроуфорд. Коли він заходить до офісу вченої, на Марію нападає злочинець Крейвен. Пітер перевдягається в Людину-павука і перемагає Крейвена. Марія розповідає Пітеру історію Сергія Кравіноффа, російського дворянина і чудового мисливця, а також її коханого. Одного разу на Сергія нападають леви. Марія дає їй чудо-препарат, винайдений вченим-відлюдником. Кравінофф швидко поправляється, але препарат робить його диким, злим і жорстоким Крейвеном-Мисливцем. Пітер ховає Марію у домі свого колеги по роботі, Роббі Робертсона, думаючи що той на відпочинку. Але Роббі повертається з відпустки у той же день, і Крейвен викрадає його, думаючи, що він — новий чоловік Марії. Пітер йде на показ мод «Тварина у тобі», де виступає його дівчина Мері Джейн Ватсон. Неочікувано туди вривається Крейвен і повідомляє Пітеру, що Роббі у нього. Пітер і Марія приходять туди, але Марія потрапляє в пастку, яку Крейвен влаштував для Людини-павука. Крейвен рятує її, пробачає і приймає ліки. щоб знову повернутись до норми.

## У ролях
- Крістофер Деніел Барнс — Пітер Паркер/Людина-павук
- Лінда Гері — тітка Мей Паркер
- Сара Баллантайн — Мері Джейн Ватсон
- Грегг Бергер — Сергій Кравінофф/Крейвен-Мисливець
- Сьюзен Біубіан — доктор Марія Кроуфорд
- Едвард Еснер — Джона Джеймсон
- Родні Сальсберрі — Джо «Роббі» Робертсон
- Дженніфер Гейл — Феліція Гарді